# Hamirpur (district in Uttar Pradesh)
Hamirpur is een district van de Indiase deelstaat Uttar Pradesh. Het district telt 1.042.374 inwoners (2001) en heeft een oppervlakte van 4.235 km².
Het district Hamirpur maakt deel uit van de divisie Chitrakoot. De hoofdstad is het gelijknamige Hamirpur. Andere plaatsen binnen het district zijn onder meer Maudaha, Rath en Sumerpur.
Hamirpur ligt ingeklemd tussen verschillende rivieren. Zo wordt de noordoostelijke grens gemarkeerd door de Yamuna en de noordwestelijke grens door de Betwa. De Dhasan en de Ken stromen respectievelijk langs de west- en oostgrens van het district. Door het hart van het district meandert de Virma. De hoofdstad Hamirpur ligt bij de monding van de Betwa in de Yamuna.
Het district moet niet verward worden met een gelijknamig district in de staat Himachal Pradesh. Ook daarvan heet de hoofdstad Hamirpur.

## Voetnoten
1. ↑  Census 2001 (via http://www.statoids.com/yin.html). Gearchiveerd op 30 mei 2023.